# Puchar CEV w piłce siatkowej mężczyzn (2002/2003)
Puchar CEV siatkarzy 2002/2003 – 23. sezon Pucharu CEV rozgrywanego od 1980 roku, organizowanego przez Europejską Konfederację Piłki Siatkowej (CEV) w ramach europejskich pucharów dla męskich klubowych zespołów siatkarskich "starego kontynentu".

## System rozgrywek
Rozgrywki toczyły się najpierw od fazy kwalifikacyjnej, z której zwycięzcy zagrali w fazie grupowej po 4 zespoły w każdej grupie. Zespoły z pierwszych miejsc zagrały w kolejnym etapie. W 1/8 finału i ćwierćfinałach drużyny podzielone zostały na pary. Każda z par rozegrała po dwa spotkania. O awansie decydowały kolejno: liczba wygranych spotkań, liczba wygranych setów, liczba zdobytych małych punktów. Zwycięzcy ćwierćifnałów awansowali do turnieju finałowego, w którym rozegrano półfinały, mecz o 3. miejsce i finał.

## Drużyny uczestniczące
| Państwo              | Kluby                          |
| -------------------- | ------------------------------ |
| Austria              | SK Zadruga Aich/Dob            |
| Austria              | Uniqa Salzburg                 |
| Azerbejdżan          | Azerneft Baku                  |
| Białoruś             | Technopribor Mohylew           |
| Bośnia i Hercegowina | OK Bosna Sarajewo              |
| Bośnia i Hercegowina | OK Sinpos Sarajewo             |
| Chorwacja            | MOK Osijek                     |
| Cypr                 | Omonia Nikozja                 |
| Cypr                 | Pafiakos Pafos                 |
| Czechy               | VO Vavex Příbram               |
| Dania                | DHG Odense                     |
| Gruzja               | University Tbilisi             |
| Holandia             | ORTEC Rotterdam.Nesselande     |
| Jugosławia           | Partizan Belgrad               |
| Macedonia            | Lirija Žerovjane               |
| Niemcy               | TSV Unterhaching               |
| Norwegia             | Dristug Åmli                   |
| Polska               | EKS Skra Bełchatów             |
| Polska               | Hefra Gwardia Wrocław          |
| Rumunia              | Dinamo Bukareszt               |
| Rumunia              | VCM LPS Piatra Neamț           |
| Słowacja             | VKP Bratislava                 |
| Szwecja              | Team Valla Linköping           |
| Turcja               | İstanbul Büyükşehir Belediyesi |
| Turcja               | Ziraat Bankası                 |
| Węgry                | Vegyész RC Kazincbarcika       |

| Państwo    | Kluby                        |
| ---------- | ---------------------------- |
| Belgia     | Amber Antwerpen              |
| Belgia     | Pecotex Belleman Averbode    |
| Belgia     | VC Go Pass Brabant Lennik    |
| Białoruś   | HWK Homel                    |
| Estonia    | Sylvester Tallinn            |
| Finlandia  | Perungan Pojat               |
| Francja    | Arago de Sète                |
| Francja    | AS Cannes                    |
| Grecja     | AO Orestiada                 |
| Grecja     | AS Aris                      |
| Grecja     | Panathinaikos AO             |
| Hiszpania  | Arona Tenerife Sur           |
| Hiszpania  | CS Gran Canaria              |
| Hiszpania  | Numancia Caja Duero Soria    |
| Holandia   | Alcom Capelle                |
| Jugosławia | Bambi Mladi Radnik Požarevac |
| Łotwa      | LĀSE-R/Rīga                  |
| Niemcy     | VV Lipsk                     |
| Polska     | Ivett Jastrzębie Borynia     |
| Portugalia | SC Espinho                   |
| Portugalia | Vitória SC                   |
| Rosja      | Iskra Odincowo               |
| Rosja      | UEM-Izumrud Jekaterynburg    |
| Słowenia   | Maribor                      |
| Szwajcaria | TV Amriswil                  |
| Turcja     | Arçelik                      |
| Ukraina    | Jurydyczna akademіja Charków |

| Państwo    | Kluby                         |
| ---------- | ----------------------------- |
| Białoruś   | Zapadnyj Bug Brześć           |
| Bułgaria   | CSKA Royal Foods Sofia        |
| Czechy     | VK Jihostroj České Budějovice |
| Finlandia  | Tampereen Isku-Volley         |
| Rumunia    | Deltacons Tulcza              |
| Słowenia   | Salonit Anhovo Kanal          |
| Szwajcaria | Chênois Genève Volleyball     |
| Węgry      | Kométa Kaposvár SE            |

| Państwo | Kluby                      |
| ------- | -------------------------- |
| Francja | Tourcoing LM               |
| Rosja   | Dinamo Moskwa              |
| Włochy  | Lube Banca Marche Macerata |
| Włochy  | Sisley Treviso             |

## Rozgrywki

### Faza kwalifikacyjna
| Data       | Drużyna 1                      | Wynik | Drużyna 2                      | Sety                              |
| ---------- | ------------------------------ | ----- | ------------------------------ | --------------------------------- |
| 02.11.2002 | Uniqa Salzburg                 | 3:0   | Omonia Nikozja                 | 29:27, 25:10, 25:18               |
| 09.11.2002 | Omonia Nikozja                 | 0:3   | Uniqa Salzburg                 | 23:25, 20:25, 21:25               |
|            |                                |       |                                |                                   |
| 08.11.2002 | ORTEC Rotterdam.Nesselande     | 3:0   | OK Sinpos Sarajewo             | 25:19, 25:15, 25:22               |
| 09.11.2002 | ORTEC Rotterdam.Nesselande     | 3:0   | OK Sinpos Sarajewo             | 25:15, 25:16, 25:14               |
|            |                                |       |                                |                                   |
| 02.11.2002 | DHG Odense                     | 0:3   | TSV Unterhaching               | 16:25, 18:25, 25:27               |
| 09.11.2002 | TSV Unterhaching               | 3:0   | DHG Odense                     | 25:11, 25:17, 25:22               |
|            |                                |       |                                |                                   |
| 02.11.2002 | İstanbul Büyükşehir Belediyesi | 1:3   | Partizan Belgrad               | 21:25, 22:25, 25:15, 18:25        |
| 09.11.2002 | Partizan Belgrad               | 3:1   | İstanbul Büyükşehir Belediyesi | 20:25, 25:17, 25:23, 25:9         |
|            |                                |       |                                |                                   |
| 02.11.2002 | Vegyész RC Kazincbarcika       | 3:1   | SK Zadruga Aich/Dob            | 22:25, 26:24, 25:20, 25:18        |
| 09.11.2002 | SK Zadruga Aich/Dob            | 3:2   | Vegyész RC Kazincbarcika       | 25:20, 27:25, 21:25, 20:25, 15:7  |
|            |                                |       |                                |                                   |
| 02.11.2002 | Ziraat Bankası                 | 3:0   | Dinamo Bukareszt               | 25:15, 25:23, 25:16               |
| 09.11.2002 | Dinamo Bukareszt               | 2:3   | Ziraat Bankası                 | 25:23, 17:25, 25:23, 22:25, 19:21 |
|            |                                |       |                                |                                   |
| 02.11.2002 | Dristug Åmli                   | 2:3   | EKS Skra Bełchatów             | 22:25, 18:25, 25:22, 25:22, 9:15  |
| 09.11.2002 | EKS Skra Bełchatów             | 3:0   | Dristug Åmli                   | 25:12, 25:13, 25:14               |
|            |                                |       |                                |                                   |
| 02.11.2002 | Team Valla Linköping           | 3:0   | Pafiakos Pafos                 | 25:18, 25:19, 25:20               |
| 09.11.2002 | Pafiakos Pafos                 | 3:1   | Team Valla Linköping           | 23:25, 26:24, 25:20, 25:23        |
|            |                                |       |                                |                                   |
| 02.11.2002 | Azerneft Baku                  | 3:0   | University Tbilisi             | 25:12, 25:7, 25:19                |
| 03.11.2002 | Azerneft Baku                  | 3:0   | University Tbilisi             | 25:8, 25:10, 25:6                 |
|            |                                |       |                                |                                   |
| 02.11.2002 | Hefra Gwardia Wrocław          | 3:0   | Technopribor Mohylew           | 25:17, 25:21, 25:18               |
| 03.11.2002 | Hefra Gwardia Wrocław          | 3:0   | Technopribor Mohylew           | 25:18, 25:19, 25:23               |
|            |                                |       |                                |                                   |
| 03.11.2002 | Lirija Žerovjane               | 3:1   | OK Bosna Sarajewo              | 25:16, 25:22, 22:25, 25:22        |
| 09.11.2002 | OK Bosna Sarajewo              | 1:3   | Lirija Žerovjane               | 12:25, 18:25, 25:19, 19:25        |
|            |                                |       |                                |                                   |
| 02.11.2002 | VO Vavex Příbram               | 3:0   | MOK Osijek                     | 25:11, 25:21, 28:26               |
| 09.11.2002 | MOK Osijek                     | 2:3   | VO Vavex Příbram               | 17:25, 25:21, 27:25, 23:25, 9:15  |
|            |                                |       |                                |                                   |
| 02.11.2002 | VKP Bratysława                 | 1:3   | VCM LPS Piatra Neamț           | 22:25, 18:25, 25:23, 23:25        |
| 09.11.2002 | VCM LPS Piatra Neamț           | 3:2   | VKP Bratysława                 | 26:24, 25:27, 25:20, 20:25, 15:10 |

### Faza główna

#### Turniej 1
Sète
Wyniki
| Data       | Drużyna 1                 | Wynik | Drużyna 2                 | Sety                              |
| ---------- | ------------------------- | ----- | ------------------------- | --------------------------------- |
| 06.12.2002 | VC Go Pass Brabant Lennik | 1:3   | Chênois Genewa            | 28:30, 25:23, 20:25, 21:25        |
| 06.12.2002 | Arago de Sète             | 3:2   | TSV Unterhaching          | 23:25, 25:22, 23:25, 25:19, 17:15 |
| 07.12.2002 | TSV Unterhaching          | 1:3   | VC Go Pass Brabant Lennik | 25:27, 19:25, 25:23, 17:25        |
| 07.12.2002 | Chênois Genewa            | 0:3   | Arago de Sète             | 22:25 20:25 17:25                 |
| 08.12.2002 | TSV Unterhaching          | 0:3   | Chênois Genewa            | 20:25, 18:25, 19:25               |
| 08.12.2002 | Arago de Sète             | 3:0   | VC Go Pass Brabant Lennik | 25:22, 25:23, 25:19               |

Tabela
| Lp. | Drużyna                   | Pkt | Mecze | Mecze | Mecze | Sety | Sety | Sety  | Małe punkty | Małe punkty | Małe punkty |
| Lp. | Drużyna                   | Pkt | M     | W     | P     | wyg. | prz. | ratio | zdob.       | str.        | ratio       |
| --- | ------------------------- | --- | ----- | ----- | ----- | ---- | ---- | ----- | ----------- | ----------- | ----------- |
| 1   | Arago de Sète             | 6   | 3     | 3     | 0     | 9    | 2    | 4.500 | 263         | 229         | 1.148       |
| 2   | Chênois Genewa            | 5   | 3     | 2     | 1     | 6    | 4    | 1.500 | 237         | 226         | 1.049       |
| 3   | VC Go Pass Brabant Lennik | 4   | 3     | 1     | 2     | 4    | 7    | 0.571 | 258         | 264         | 0.977       |
| 4   | TSV Unterhaching          | 3   | 3     | 0     | 3     | 3    | 9    | 0.333 | 249         | 288         | 0.865       |

#### Turniej 2
Espinho
Wyniki
| Data       | Drużyna 1             | Wynik | Drużyna 2             | Sety                              |
| ---------- | --------------------- | ----- | --------------------- | --------------------------------- |
| 06.12.2002 | Panathinaikos AO      | 3:0   | TV Amriswil           | 25:19, 25:15, 25:23               |
| 06.12.2002 | Tampereen Isku-Volley | 2:3   | SC Espinho            | 25:18, 20:25, 25:22, 23:25, 12:15 |
| 07.12.2002 | Panathinaikos AO      | 3:0   | Tampereen Isku-Volley | 28:26, 25:23, 25:17               |
| 07.12.2002 | SC Espinho            | 3:0   | TV Amriswil           | 25:21, 26:24, 25:18               |
| 08.12.2002 | TV Amriswil           | 2:3   | Tampereen Isku-Volley | 25:20, 20:25, 26:28, 25:21, 11:15 |
| 08.12.2002 | SC Espinho            | 2:3   | Panathinaikos AO      | 20:25, 24:26, 25:18, 25:16, 12:15 |

Tabela
| Lp. | Drużyna               | Pkt | Mecze | Mecze | Mecze | Sety | Sety | Sety  | Małe punkty | Małe punkty | Małe punkty |
| Lp. | Drużyna               | Pkt | M     | W     | P     | wyg. | prz. | ratio | zdob.       | str.        | ratio       |
| --- | --------------------- | --- | ----- | ----- | ----- | ---- | ---- | ----- | ----------- | ----------- | ----------- |
| 1   | Panathinaikos AO      | 6   | 3     | 3     | 0     | 9    | 2    | 4.500 | 253         | 229         | 1.105       |
| 2   | SC Espinho            | 5   | 3     | 2     | 1     | 8    | 5    | 1.600 | 287         | 268         | 1.071       |
| 3   | Tampereen Isku-Volley | 4   | 3     | 1     | 2     | 5    | 8    | 0.625 | 280         | 290         | 0.966       |
| 4   | TV Amriswil           | 3   | 3     | 0     | 3     | 2    | 9    | 0.222 | 227         | 260         | 0.873       |

#### Turniej 3
Teneryfa
Wyniki
| Data       | Drużyna 1                    | Wynik | Drużyna 2                    | Sety                              |
| ---------- | ---------------------------- | ----- | ---------------------------- | --------------------------------- |
| 06.12.2002 | ORTEC Rotterdam.Nesselande   | 3:1   | Jurydyczna akademіja Charków | 15:25, 30:28, 25:23, 25:20        |
| 06.12.2002 | Arona Tenerife Sur Sur       | 3:1   | Uniqa Salzburg               | 25:17, 23:25, 25:15, 25:13        |
| 07.12.2002 | Uniqa Salzburg               | 0:3   | Jurydyczna akademіja Charków | 19:25, 17:25, 17:25               |
| 07.12.2002 | Arona Tenerife Sur           | 3:2   | Nesselande                   | 24:26, 26:24, 25:20, 26:28, 18:16 |
| 08.12.2002 | Jurydyczna akademіja Charków | 3:0   | Arona Tenerife Sur           | 25:18, 25:21, 25:23               |
| 08.12.2002 | Uniqa Salzburg               | 0:3   | ORTEC Rotterdam.Nesselande   | 18:25, 23:25, 13:25               |

Tabela
| Lp. | Drużyna                      | Pkt | Mecze | Mecze | Mecze | Sety | Sety | Sety  | Małe punkty | Małe punkty | Małe punkty |
| Lp. | Drużyna                      | Pkt | M     | W     | P     | wyg. | prz. | ratio | zdob.       | str.        | ratio       |
| --- | ---------------------------- | --- | ----- | ----- | ----- | ---- | ---- | ----- | ----------- | ----------- | ----------- |
| 1   | Jurydyczna akademіja Charków | 5   | 3     | 2     | 1     | 7    | 3    | 2.333 | 246         | 210         | 1.171       |
| 2   | ORTEC Rotterdam.Nesselande   | 5   | 3     | 2     | 1     | 8    | 4    | 2.000 | 284         | 269         | 1.056       |
| 3   | Arona Tenerife Sur           | 5   | 3     | 2     | 1     | 6    | 6    | 1.000 | 279         | 259         | 1.077       |
| 4   | Uniqa Salzburg               | 3   | 3     | 0     | 3     | 1    | 9    | 0.111 | 177         | 248         | 0.714       |

#### Turniej 4
Pożarewac
Wyniki
| Data       | Drużyna 1                    | Wynik | Drużyna 2                    | Sety                       |
| ---------- | ---------------------------- | ----- | ---------------------------- | -------------------------- |
| 06.12.2002 | Ziraat Bankası               | 3:1   | Vitória SC                   | 25:21, 25:23, 27:29, 26:24 |
| 06.12.2002 | Amber Antwerpia              | 0:3   | Bambi Mladi Radnik Požarevac | 19:25, 19:25, 21:25        |
| 07.12.2002 | Amber Antwerpia              | 1:3   | Vitória SC                   | 19:25, 19:25, 25:21, 20:25 |
| 07.12.2002 | Bambi Mladi Radnik Požarevac | 1:3   | Ziraat Bankası               | 25:19, 21:25, 17:25, 18:25 |
| 08.12.2002 | Ziraat Bankası               | 3:0   | Amber Antwerpia              | 25:19, 25:14, 25:19        |
| 08.12.2002 | Vitória SC                   | 3:0   | Bambi Mladi Radnik Požarevac | 25:17, 25:23, 25:14        |

Tabela
| Lp. | Drużyna                      | Pkt | Mecze | Mecze | Mecze | Sety | Sety | Sety  | Małe punkty | Małe punkty | Małe punkty |
| Lp. | Drużyna                      | Pkt | M     | W     | P     | wyg. | prz. | ratio | zdob.       | str.        | ratio       |
| --- | ---------------------------- | --- | ----- | ----- | ----- | ---- | ---- | ----- | ----------- | ----------- | ----------- |
| 1   | Ziraat Bankası               | 6   | 3     | 3     | 0     | 9    | 2    | 4.500 | 272         | 230         | 1.183       |
| 2   | Vitória SC                   | 5   | 3     | 2     | 1     | 7    | 4    | 1.750 | 268         | 240         | 1.117       |
| 3   | Bambi Mladi Radnik Požarevac | 4   | 3     | 1     | 2     | 4    | 6    | 0.667 | 210         | 228         | 0.921       |
| 4   | Amber Antwerpia              | 3   | 3     | 0     | 3     | 1    | 9    | 0.111 | 194         | 246         | 0.789       |

#### Turniej 5
Maribor
Wyniki
| Data       | Drużyna 1           | Wynik | Drużyna 2           | Sety                              |
| ---------- | ------------------- | ----- | ------------------- | --------------------------------- |
| 06.12.2002 | OK Maribor          | 0:3   | Zapadnyj Bug Brześć | 19:25, 22:25, 17:25               |
| 06.12.2002 | CS Gran Canaria     | 3:0   | Partizan Belgrad    | 25:18, 25:22, 25:20               |
| 07.12.2002 | Zapadnyj Bug Brześć | 0:3   | Partizan Belgrad    | 17:25, 20:25, 15:25               |
| 07.12.2002 | OK Maribor          | 2:3   | CS Gran Canaria     | 25:23, 22:25, 22:25, 25:18, 14:16 |
| 08.12.2002 | CS Gran Canaria     | 3:0   | Zapadnyj Bug Brześć | 25:19, 25:19, 25:15               |
| 08.12.2002 | Partizan Belgrad    | 3:1   | OK Maribor          | 21:25, 25:20, 25:23, 25:16        |

Tabela
| Lp. | Drużyna             | Pkt | Mecze | Mecze | Mecze | Sety | Sety | Sety  | Małe punkty | Małe punkty | Małe punkty |
| Lp. | Drużyna             | Pkt | M     | W     | P     | wyg. | prz. | ratio | zdob.       | str.        | ratio       |
| --- | ------------------- | --- | ----- | ----- | ----- | ---- | ---- | ----- | ----------- | ----------- | ----------- |
| 1   | CS Gran Canaria     | 6   | 3     | 3     | 0     | 9    | 2    | 4.500 | 257         | 221         | 1.163       |
| 2   | Partizan Belgrad    | 5   | 3     | 2     | 1     | 6    | 4    | 1.500 | 231         | 211         | 1.095       |
| 3   | Zapadnyj Bug Brześć | 4   | 3     | 1     | 2     | 3    | 6    | 0.500 | 180         | 208         | 0.865       |
| 4   | OK Maribor          | 3   | 3     | 0     | 3     | 3    | 9    | 0.333 | 250         | 278         | 0.899       |

#### Turniej 6
Saloniki
Wyniki
| Data       | Drużyna 1                | Wynik | Drużyna 2                | Sety                       |
| ---------- | ------------------------ | ----- | ------------------------ | -------------------------- |
| 06.12.2002 | Aris Saloniki            | 3:0   | Arçelik Stambuł          | 25:19, 28:26, 25:22        |
| 06.12.2002 | Vegyész RC Kazincbarcika | 3:0   | Salonit Anhovo Kanal     | 25:22, 25:21, 25:17        |
| 07.12.2002 | Aris Saloniki            | 3:0   | Vegyész RC Kazincbarcika | 25:22, 25:16, 25:22        |
| 07.12.2002 | Arçelik Stambuł          | 3:1   | Salonit Anhovo Kanal     | 25:19, 24:26, 25:20, 25:19 |
| 08.12.2002 | Salonit Anhovo Kanal     | 0:3   | Aris Saloniki            | 20:25, 17:25, 21:25        |
| 08.12.2002 | Vegyész RC Kazincbarcika | 0:3   | Arçelik Stambuł          | 23:25, 22:25, 20:25        |

Tabela
| Lp. | Drużyna                  | Pkt | Mecze | Mecze | Mecze | Sety | Sety | Sety  | Małe punkty | Małe punkty | Małe punkty |
| Lp. | Drużyna                  | Pkt | M     | W     | P     | wyg. | prz. | ratio | zdob.       | str.        | ratio       |
| --- | ------------------------ | --- | ----- | ----- | ----- | ---- | ---- | ----- | ----------- | ----------- | ----------- |
| 1   | Aris Saloniki            | 6   | 3     | 3     | 0     | 9    | 0    | MAX   | 228         | 185         | 1.232       |
| 2   | Arçelik Stambuł          | 5   | 3     | 2     | 1     | 6    | 4    | 1.500 | 241         | 227         | 1.062       |
| 3   | Vegyész RC Kazincbarcika | 4   | 3     | 1     | 2     | 3    | 6    | 0.500 | 200         | 210         | 0.952       |
| 4   | Salonit Anhovo Kanal     | 3   | 3     | 0     | 3     | 1    | 9    | 0.111 | 202         | 249         | 0.811       |

#### Turniej 7
Ryga
Wyniki
| Data       | Drużyna 1          | Wynik | Drużyna 2          | Sety                              |
| ---------- | ------------------ | ----- | ------------------ | --------------------------------- |
| 06.12.2002 | HWK Homel          | 3:2   | Kométa Kaposvár SE | 19:25, 25:19, 25:22, 23:25, 15:10 |
| 06.12.2002 | Azerneft Baku      | 0:3   | LĀSE-R/Rīga        | 18:25, 17:25, 13:25               |
| 07.12.2002 | Azerneft Baku      | 0:3   | HWK Homel          | 20:25, 22:25, 15:25               |
| 07.12.2002 | LĀSE-R/Rīga        | 0:3   | Kométa Kaposvár SE | 19:25, 21:25, 22:25               |
| 08.12.2002 | Kométa Kaposvár SE | 3:0   | Azerneft Baku      | 25:13, 25:11, 25:15               |
| 08.12.2002 | HWK Homel          | 3:0   | LĀSE-R/Rīga        | 25:20, 25:19, 30:28               |

Tabela
| Lp. | Drużyna            | Pkt | Mecze | Mecze | Mecze | Sety | Sety | Sety  | Małe punkty | Małe punkty | Małe punkty |
| Lp. | Drużyna            | Pkt | M     | W     | P     | wyg. | prz. | ratio | zdob.       | str.        | ratio       |
| --- | ------------------ | --- | ----- | ----- | ----- | ---- | ---- | ----- | ----------- | ----------- | ----------- |
| 1   | HWK Homel          | 6   | 3     | 3     | 0     | 9    | 2    | 4.500 | 262         | 225         | 1.164       |
| 2   | Kométa Kaposvár SE | 5   | 3     | 2     | 1     | 8    | 3    | 2.667 | 251         | 208         | 1.207       |
| 3   | LĀSE-R/Rīga        | 4   | 3     | 1     | 2     | 3    | 6    | 0.500 | 204         | 203         | 1.005       |
| 4   | Azerneft Baku      | 3   | 3     | 0     | 3     | 0    | 9    | 0.000 | 144         | 225         | 0.640       |

#### Turniej 8
Rovaniemi
Wyniki
| Data       | Drużyna 1            | Wynik | Drużyna 2            | Sety                              |
| ---------- | -------------------- | ----- | -------------------- | --------------------------------- |
| 06.12.2002 | Team Valla Linköping | 0:3   | EKS Skra Bełchatów   | 22:25, 11:25, 23:25               |
| 06.12.2002 | Perungan Pojat       | 3:0   | Sylvester Tallinn    | 25:17, 25:15, 25:16               |
| 07.12.2002 | EKS Skra Bełchatów   | 3:0   | Sylvester Tallinn    | 25:20, 27:25, 25:18               |
| 07.12.2002 | Team Valla Linköping | 0:3   | Perungan Pojat       | 29:31, 13:25, 15:25               |
| 08.12.2002 | Sylvester Tallinn    | 3:0   | Team Valla Linköping | 25:19, 25:16, 25:21               |
| 08.12.2002 | Perungan Pojat       | 3:2   | EKS Skra Bełchatów   | 25:17, 25:19, 14:25, 18:25, 15:13 |

Tabela
| Lp. | Drużyna              | Pkt | Mecze | Mecze | Mecze | Sety | Sety | Sety  | Małe punkty | Małe punkty | Małe punkty |
| Lp. | Drużyna              | Pkt | M     | W     | P     | wyg. | prz. | ratio | zdob.       | str.        | ratio       |
| --- | -------------------- | --- | ----- | ----- | ----- | ---- | ---- | ----- | ----------- | ----------- | ----------- |
| 1   | Perungan Pojat       | 6   | 3     | 3     | 0     | 9    | 2    | 4.500 | 253         | 204         | 1.240       |
| 2   | EKS Skra Bełchatów   | 5   | 3     | 2     | 1     | 8    | 3    | 2.667 | 251         | 216         | 1.162       |
| 3   | Sylvester Tallinn    | 4   | 3     | 1     | 2     | 3    | 6    | 0.500 | 186         | 208         | 0.894       |
| 4   | Team Valla Linköping | 3   | 3     | 0     | 3     | 0    | 9    | 0.000 | 169         | 231         | 0.732       |

#### Turniej 9
Odincowo
Wyniki
| Data       | Drużyna 1              | Wynik | Drużyna 2              | Sety                              |
| ---------- | ---------------------- | ----- | ---------------------- | --------------------------------- |
| 06.12.2002 | CSKA Royal Foods Sofia | 3:2   | Alcom Capelle          | 25:20, 16:25, 23:25, 25:23, 16:14 |
| 06.12.2002 | Iskra Odincowo         | 3:0   | Hefra Gwardia Wrocław  | 25:23, 25:12, 25:16               |
| 07.12.2002 | Hefra Gwardia Wrocław  | 1:3   | Alcom Capelle          | 17:25, 25:21, 20:25, 10:25        |
| 07.12.2002 | Iskra Odincowo         | 3:0   | CSKA Royal Foods Sofia | 25:12, 25:17, 25:18               |
| 08.12.2002 | CSKA Royal Foods Sofia | 0:3   | Hefra Gwardia Wrocław  | 22:25, 17:25, 24:26               |
| 08.12.2002 | Alcom Capelle          | 1:3   | Iskra Odincowo         | 26:24, 19:25, 20:25, 22:25        |

Tabela
| Lp. | Drużyna                | Pkt | Mecze | Mecze | Mecze | Sety | Sety | Sety  | Małe punkty | Małe punkty | Małe punkty |
| Lp. | Drużyna                | Pkt | M     | W     | P     | wyg. | prz. | ratio | zdob.       | str.        | ratio       |
| --- | ---------------------- | --- | ----- | ----- | ----- | ---- | ---- | ----- | ----------- | ----------- | ----------- |
| 1   | Iskra Odincowo         | 6   | 3     | 3     | 0     | 9    | 1    | 9.000 | 249         | 185         | 1.346       |
| 2   | Alcom Capelle          | 5   | 3     | 2     | 1     | 6    | 7    | 0.857 | 290         | 276         | 1.051       |
| 3   | Hefra Gwardia Wrocław  | 4   | 3     | 1     | 2     | 4    | 6    | 0.667 | 199         | 234         | 0.850       |
| 4   | CSKA Royal Foods Sofia | 3   | 3     | 0     | 3     | 3    | 9    | 0.333 | 215         | 258         | 0.833       |

#### Turniej 10
Jastrzębie-Zdrój
Wyniki
| Data       | Drużyna 1                     | Wynik | Drużyna 2                     | Sety                             |
| ---------- | ----------------------------- | ----- | ----------------------------- | -------------------------------- |
| 06.12.2002 | AO Orestiada                  | 1:3   | AS Cannes                     | 18:25, 26:24, 21:25, 16:25       |
| 06.12.2002 | VK Jihostroj České Budějovice | 3:1   | KS Ivett Jastrzębie Borynia   | 25:23, 23:25, 25:17, 25:23       |
| 07.12.2002 | VK Jihostroj České Budějovice | 1:3   | AO Orestiada                  | 28:26, 17:25, 23:25, 23:25       |
| 07.12.2002 | KS Ivett Jastrzębie Borynia   | 3:2   | AS Cannes                     | 25:22, 24:26, 22:25, 25:22, 15:6 |
| 08.12.2002 | AS Cannes                     | 1:3   | VK Jihostroj České Budějovice | 30:28, 18:25, 21:25, 27:29       |
| 08.12.2002 | KS Ivett Jastrzębie Borynia   | 3:1   | AO Orestiada                  | 25:20, 20:25, 25:23, 25:19       |

Tabela
| Lp. | Drużyna                       | Pkt | Mecze | Mecze | Mecze | Sety | Sety | Sety  | Małe punkty | Małe punkty | Małe punkty |
| Lp. | Drużyna                       | Pkt | M     | W     | P     | wyg. | prz. | ratio | zdob.       | str.        | ratio       |
| --- | ----------------------------- | --- | ----- | ----- | ----- | ---- | ---- | ----- | ----------- | ----------- | ----------- |
| 1   | VK Jihostroj České Budějovice | 5   | 3     | 2     | 1     | 7    | 5    | 1.400 | 296         | 285         | 1.039       |
| 2   | KS Ivett Jastrzębie Borynia   | 5   | 3     | 2     | 1     | 7    | 6    | 1.167 | 294         | 286         | 1.028       |
| 3   | AS Cannes                     | 4   | 3     | 1     | 2     | 6    | 7    | 0.857 | 296         | 299         | 0.990       |
| 4   | AO Orestiada                  | 4   | 3     | 1     | 2     | 5    | 7    | 0.714 | 269         | 285         | 0.944       |

#### Turniej 11
Lipsk
Wyniki
| Data       | Drużyna 1                 | Wynik | Drużyna 2                 | Sety                              |
| ---------- | ------------------------- | ----- | ------------------------- | --------------------------------- |
| 06.12.2002 | UEM-Izumrud Jekaterynburg | 3:0   | VO Vavex Příbram          | 25:18, 25:18, 25:22               |
| 06.12.2002 | VV Lipsk                  | 3:0   | Deltacons Tulcza          | 25:21, 25:18, 25:23               |
| 07.12.2002 | VO Vavex Příbram          | 3:1   | Deltacons Tulcza          | 22:25, 25:20, 25:23, 25:13        |
| 07.12.2002 | UEM-Izumrud Jekaterynburg | 3:2   | VV Lipsk                  | 16:25, 20:25, 25:15, 25:23, 15:9  |
| 08.12.2002 | Deltacons Tulcza          | 2:3   | UEM-Izumrud Jekaterynburg | 16:25, 25:22, 25:23, 20:25, 10:15 |
| 08.12.2002 | VO Vavex Příbram          | 1:3   | VV Lipsk                  | 25:22, 20:25, 20:25, 23:25        |

Tabela
| Lp. | Drużyna                   | Pkt | Mecze | Mecze | Mecze | Sety | Sety | Sety  | Małe punkty | Małe punkty | Małe punkty |
| Lp. | Drużyna                   | Pkt | M     | W     | P     | wyg. | prz. | ratio | zdob.       | str.        | ratio       |
| --- | ------------------------- | --- | ----- | ----- | ----- | ---- | ---- | ----- | ----------- | ----------- | ----------- |
| 1   | UEM-Izumrud Jekaterynburg | 6   | 3     | 3     | 0     | 9    | 4    | 2.250 | 286         | 251         | 1.139       |
| 2   | VV Lipsk                  | 5   | 3     | 2     | 1     | 8    | 4    | 2.000 | 269         | 251         | 1.072       |
| 3   | VO Vavex Příbram          | 4   | 3     | 1     | 2     | 4    | 7    | 0.571 | 243         | 253         | 0.960       |
| 4   | Deltacons Tulcza          | 3   | 3     | 0     | 3     | 3    | 9    | 0.333 | 239         | 282         | 0.848       |

#### Turniej 12
Averdobe
Wyniki
| Data       | Drużyna 1                 | Wynik | Drużyna 2                 | Sety                       |
| ---------- | ------------------------- | ----- | ------------------------- | -------------------------- |
| 06.12.2002 | Lirija Žerovjane          | 0:3   | Numancia Caja Duero Soria | 10:25, 15:25, 15:25        |
| 06.12.2002 | Pecotex Belleman Averdobe | 3:1   | VCM LPS Piatra Neamț      | 25:17, 25:22, 20:25, 25:16 |
| 07.12.2002 | Numancia Caja Duero Soria | 3:0   | VCM LPS Piatra Neamț      | 25:16, 25:19, 25:13        |
| 07.12.2002 | Lirija Žerovjane          | 0:3   | Pecotex Belleman Averdobe | 17:25, 19:25, 21:25        |
| 08.12.2002 | VCM LPS Piatra Neamț      | 3:0   | Lirija Žerovjane          | 25:21, 25:16, 25:16        |
| 08.12.2002 | Pecotex Belleman Averdobe | 3:1   | Numancia Caja Duero Soria | 25:20, 25:23, 22:25, 25:21 |

Tabela
| Lp. | Drużyna                   | Pkt | Mecze | Mecze | Mecze | Sety | Sety | Sety  | Małe punkty | Małe punkty | Małe punkty |
| Lp. | Drużyna                   | Pkt | M     | W     | P     | wyg. | prz. | ratio | zdob.       | str.        | ratio       |
| --- | ------------------------- | --- | ----- | ----- | ----- | ---- | ---- | ----- | ----------- | ----------- | ----------- |
| 1   | Pecotex Belleman Averdobe | 6   | 3     | 3     | 0     | 9    | 2    | 4.500 | 267         | 226         | 1.181       |
| 2   | Numancia Caja Duero Soria | 5   | 3     | 2     | 1     | 7    | 3    | 2.333 | 239         | 185         | 1.292       |
| 3   | VCM LPS Piatra Neamț      | 4   | 3     | 1     | 2     | 4    | 6    | 0.667 | 203         | 223         | 0.910       |
| 4   | Lirija Žerovjane          | 3   | 3     | 0     | 3     | 0    | 9    | 0.000 | 150         | 225         | 0.667       |

### Faza finałowa

#### 1/8 finału
| Data       | Drużyna 1                     | Wynik | Drużyna 2                     | Sety                              |
| ---------- | ----------------------------- | ----- | ----------------------------- | --------------------------------- |
| 08.01.2003 | Tourcoing LM                  | 3:1   | CS Gran Canaria               | 22:25, 29:27, 25:12, 25:20        |
| 16.01.2003 | CS Gran Canaria               | 3:1   | Tourcoing LM                  | 25:19, 15:25, 22:25, 25:18, 15:10 |
|            |                               |       |                               |                                   |
| 08.01.2003 | Panathinaikos AO              | 3:0   | Arago de Sète                 | 25:21, 25:23, 25:23               |
| 15.01.2003 | Arago de Sète                 | 3:1   | Panathinaikos AO              | 25:15, 19:25, 26:24, 25:22        |
|            |                               |       |                               |                                   |
| 09.01.2003 | Ziraat Bankası                | 3:0   | HWK Homel                     | 25:22, 25:17, 25:19               |
| 16.01.2003 | HWK Homel                     | 2:3   | Ziraat Bankası                | 16:25, 25:22, 25:22, 20:25, 8:15  |
|            |                               |       |                               |                                   |
| 09.01.2003 | UEM-Izumrud Jekaterynburg     | 0:3   | Sisley Treviso                | 12:25, 22:25, 16:25               |
| 14.01.2003 | Sisley Treviso                | 3:2   | UEM-Izumrud Jekaterynburg     | 25:17, 22:25, 22:25, 25:21, 15:13 |
|            |                               |       |                               |                                   |
| 09.01.2003 | Dinamo Moskwa                 | 3:1   | Aris Saloniki                 | 23:25, 25:16, 25:18, 25:16        |
| 15.01.2003 | Aris Saloniki                 | 1:3   | Dinamo Moskwa                 | 25:23, 18:25, 22:25, 22:25        |
|            |                               |       |                               |                                   |
| 09.01.2003 | Iskra Odincowo                | 3:0   | Jurydyczna akademіja Charków  | 25:15, 32:30, 25:21               |
| 14.01.2003 | Jurydyczna akademіja Charków  | 0:3   | Iskra Odincowo                | 24:26, 15:25, 17:25               |
|            |                               |       |                               |                                   |
| 08.01.2003 | Pecotex Belleman Averdobe     | 3:1   | Perungan Pojat                | 32:30, 25:19, 19:25, 25:19        |
| 15.01.2003 | Perungan Pojat                | 3:1   | Pecotex Belleman Averdobe     | 25:16, 25:20, 19:25, 25:22        |
|            |                               |       |                               |                                   |
| 08.01.2003 | VK Jihostroj České Budějovice | 2:3   | Lube Banca Marche Macerata    | 24:26, 25:22, 20:25, 25:23, 13:15 |
| 15.01.2003 | Lube Banca Marche Macerata    | 3:1   | VK Jihostroj České Budějovice | 25:14, 25:22, 23:25, 25:19        |

#### Ćwierćfinały
| Data       | Drużyna 1                  | Wynik | Drużyna 2                  | Sety                              |
| ---------- | -------------------------- | ----- | -------------------------- | --------------------------------- |
| 04.02.2003 | Tourcoing LM               | 3:1   | Panathinaikos AO           | 25:21, 21:25, 25:16, 25:18        |
| 12.02.2003 | Panathinaikos AO           | 3:2   | Tourcoing LM               | 25:20, 20:25, 23:25, 25:11, 15:8  |
|            |                            |       |                            |                                   |
| 05.02.2003 | Ziraat Bankası             | 0:3   | Sisley Treviso             | 23:25, 17:25, 22:25               |
| 02.02.2003 | Sisley Treviso             | 3:1   | Ziraat Bankası             | 31:29, 25:22, 29:31, 25:17        |
|            |                            |       |                            |                                   |
| 05.02.2003 | Dinamo Moskwa              | 1:3   | Iskra Odincowo             | 24:26, 22:25, 28:26, 22:25        |
| 12.02.2003 | Iskra Odincowo             | 3:2   | Dinamo Moskwa              | 26:28, 25:22, 25:20, 19:25, 15:11 |
|            |                            |       |                            |                                   |
| 05.02.2003 | Perungan Pojat             | 3:2   | Lube Banca Marche Macerata | 25:20, 25:22, 24:26, 22:25, 15:12 |
| 02.02.2003 | Lube Banca Marche Macerata | 3:0   | Perungan Pojat             | 25:13, 25:12, 25:16               |

#### Turniej finałowy

##### Półfinały
| Data       | Drużyna 1      | Wynik | Drużyna 2                  | Sety                              |
| ---------- | -------------- | ----- | -------------------------- | --------------------------------- |
| 15.03.2003 | Tourcoing LM   | 2:3   | Sisley Treviso             | 18:25, 25:17, 25:23, 20:25, 8:15  |
| 15.03.2003 | Iskra Odincowo | 2:3   | Lube Banca Marche Macerata | 21:25, 25:19, 25:18, 17:25, 16:18 |

##### Mecz o 3. miejsce
| Data       | Drużyna 1    | Wynik | Drużyna 2      | Sety                |
| ---------- | ------------ | ----- | -------------- | ------------------- |
| 16.03.2003 | Tourcoing LM | 0:3   | Iskra Odincowo | 16:25, 21:25, 23:25 |

##### Finał
| Data       | Drużyna 1      | Wynik | Drużyna 2                  | Sety                |
| ---------- | -------------- | ----- | -------------------------- | ------------------- |
| 16.03.2003 | Sisley Treviso | 3:0   | Lube Banca Marche Macerata | 25:18, 25:19, 25:23 |

## Klasyfikacja końcowa
| Miejsce | Drużyna                    |
| ------- | -------------------------- |
| złoto   | Sisley Treviso             |
| srebro  | Lube Banca Marche Macerata |
| brąz    | Iskra Odincowo             |
| 4.      | Tourcoing LM               |